# 1998年7月逝世人物列表
1998年逝世人物列表：1月 - 2月 - 3月 - 4月 - 5月 - 6月 - 7月 - 8月 - 9月 - 10月 - 11月 - 12月
1998年7月逝世人物列表，是用於匯總1998年7月期間逝世人物的列表。

## 依日期排序

### 1日
- 弗朗西斯·安布里埃，90歲，法國作家。[1]
- 瑪格麗塔·阿祖迪亞，67歲，瓜地馬拉雕塑家、畫家、詩人和行為藝術家。
- 簡·貝爾，88歲，加拿大田徑運動員，奧運冠軍。[2]
- 杜米特魯·貝爾丘（Dumitru Berciu），91歲，羅馬尼亞歷史學家和考古學家。[3]
- 埃德·康諾利（Ed Connolly），58歲，美國棒球運動員。[4]
- Stig Järrel，88歲，瑞典演員、電影導演和諷刺藝術家。[5]
- 克雷爾·凱利，64歲，美國女演員和模特。[6]
- 迪米特裡斯·利安蒂尼斯（Dimitris Liantinis），55歲，希臘哲學家、作家和大學教授，自殺身亡。
- 馬丁·西摩-史密斯，70歲，英國詩人、文學評論家和傳記作家。[7]
- 史密斯男爵羅德尼·史密斯，84歲，英國外科醫生。
- 定野道春，67歲，日本相撲選手，心力衰竭而死。[8]

### 2日
- 沈昌煥，84歲，臺灣政治家、外交官。
- Tony De Vit，40歲，英國DJ和音樂製作人，死於支氣管衰竭。[9]
- Joe Graboski，68歲，美國籃球運動員。[10]
- 米克洛什·加博爾，79歲，匈牙利演員。[11]
- 瓦爾特·庫爾維特，34歲，愛沙尼亞運動員和奧運選手，鈍性創傷而死。[12]
- 胡安·何塞·諾蓋斯，89歲，西班牙足球運動員和經理。
- 埃羅爾·派克，72歲，法國-阿爾及利亞爵士鋼琴家，死於肝癌。[13]
- Sohrab Shahid-Saless，54歲，伊朗電影導演和編劇，死於肝功能衰竭。[14]
- 凱·湯普森，88歲，美國作家、演員和歌手。[15]

### 3日
- 阿倫·庫瑪律·阿胡賈（Arun Kumar Ahuja），81歲，印度電影演員和製片人。
- 丹妮爾·邦滕·貝瑞（Danielle Bunten Berry），49歲，美國遊戲設計師和程式師，肺癌。[16]
- 阿爾夫·博伊德（Alf Boyd），77歲，蘇格蘭足球運動員。
- 薩德克·丘巴克（Sadeq Chubak），81歲，伊朗短篇小說、戲劇和小說作家。[17]
- Al Couppee，78歲，美國橄欖球運動員。[18]
- 路易士·L·戈德斯坦，85歲，美國政治家。[19]
- 比莉·休斯，50歲，美國詞曲作者、音樂家和唱片製作人，心臟病發作而死。[20]
- 伯恩哈德·海林，85歲，德國天主教神學家和牧師。[21]
- 卡爾·科赫，86歲，美國建築師。
- 喬治·勞埃德，85歲，英國作曲家。[22]
- 伊莉莎白·里德爾，88歲，澳大利亞詩人和記者。
- 列夫·羅赫林，51歲，蘇聯/俄羅斯軍官，被謀殺。[23]
- Kazimierz Sokołowski，90歲，波蘭冰球運動員。[24]
- 鄧肯·懷特，80歲，斯里蘭卡田徑運動員，奧運獎牌得主。[25]

### 4日
- 格拉迪斯·安布羅斯，67歲，英國女演員，死於癌症。
- 格雷格·伯奇，40歲，美國踢踏舞者和編舞家，死於腦瘤。[26]
- 庫爾特·弗朗茨，84歲，德國黨衛軍軍官，特雷布林卡滅絕營指揮官。[27]
- 鄧尼斯·塞吉·克拉格貝，60歲，象牙海岸鉛球運動員和鐵餅擲手。[28]
- 彼得·蒙特威爾第，64歲，瑞士汽車製造商，死於癌症。[29]
- M. N. Sathyaardhi，85歲，印度作家和自由鬥士。
- 傑伊·泰勒，30歲，美國籃球運動員，被燒傷而死。[30]

### 5日
- 弗蘭克·克裡格（Frank Creagh），74歲，紐西蘭拳擊手。
- 克利夫·霍恩（Cleeve Horne），86歲，加拿大肖像畫家和雕塑家，呼吸系統相關疾病。
- 席德·盧克曼（Sid Luckman），81歲，美式橄欖球運動員（芝加哥熊隊），職業橄欖球名人堂成員。[31]
- 瑪麗亞·梅爾塞·馬薩爾（Maria Mercè Marçal），45歲，加泰羅尼亞詩人，教授，作家和翻譯家，來自西班牙，患有乳腺癌。[32]
- 弗蘭克·裡格海默（Frank Righeimer），89歲，美國擊劍運動員和奧運獎牌得主。[33]
- 約翰尼·斯佩特（Johnny Speight），78歲，英國電視劇編劇，胰腺癌。[34]
- Stevie Hyper D，30歲，英國鼓手和貝斯 MC，心臟病發作。

### 6日
- 西蒙·克努森，85歲，美國汽車業高管。[35]
- 喬治·馬頓，84歲，法國自行車運動員。[36]
- 艾倫·雷維爾，75歲，英國板球運動員。
- 羅伊·羅傑斯，86歲，美國歌手和演員（羅伊·羅傑斯秀），死於充血性心力衰竭。[37]
- 埃德·薩尼基，74歲，美國棒球運動員。[38]

### 7日
- Moshood Kashimawo Olawale Abiola，60歲，尼日利亞商人，政治家和貴族，被殺。[39]
- M. Athar Ali，73歲，印度歷史學家，死於肝癌。[40]
- F·蒂爾曼·杜爾丁，91歲，《紐約時報》美國駐外記者。[41]
- 萊諾·羅姆尼，89歲，美國女演員和政治人物，死於中風。[42]

### 8日
- 康斯坦斯·考克斯，85歲，英國編劇和劇作家。[43]
- 村社講平，92歲，日本跑步運動員，奧運選手，死於呼吸系統疾病。[44]
- 杜尚·武科蒂奇，71歲，南斯拉夫和克羅埃西亞漫畫家和作家，心臟病發作。[45]
- 莉莉·阿爾瓦雷斯（Lilí Álvarez），93歲，西班牙女運動員、作家、女權主義者和記者。[46]

### 9日
- 阮維周，88歲，中華民國中央研究院第11屆（數理科學組）院士。[47]
- 克努特·伯格斯蘭（Knut Bergsland），84歲，挪威語言學家。[48]
- 吉姆·弗洛拉（Jim Flora），84歲，美國藝術家，胃癌。[49]
- 大衛·富爾克（David Fulker），61歲，英國行為遺傳學家。[50]
- 萊斯特·金，59歲，牙買加板球運動員。
- 凱薩琳·拉塞爾（Katherine Russell），89歲，英國社會工作者和大學教師。[51]
- Halvor J. Sandsdalen，87歲，挪威農民、記者、詩人、劇作家和兒童作家。
- Aldo Stellita，50歲，義大利貝斯手和詞曲作者，死於肺癌。

### 10日
- 威利·弗萊，43歲，美式橄欖球運動員（匹茲堡鋼人隊），心臟病發作而死。
- 比利·派特森，79歲，美式橄欖球運動員（芝加哥紅雀隊和匹茲堡鋼人隊）。
- Elijah Pitts，60歲，美式橄欖球運動員（綠灣包裝工隊），死於胃癌。[52]
- 威廉·普雷斯頓，76歲，美國演員。[53]
- 維克多·史密斯，85歲，澳大利亞皇家海軍軍官。[54]

### 11日
- 奧克塔夫·博特納，84歲，羅馬尼亞裔英國商人，Datsun的創始人，死於胃癌。[55]
- 約翰·博伊德-卡彭特，90歲，英國政治家。
- Komla Agbeli Gbedemah，85歲，迦納政治家。
- 艾瑪·漢弗萊斯，30歲，英國罪犯，意外過量服用藥物而死。[56]
- Panagiotis Kondylis，54歲，希臘哲學家、知識份子和歷史學家。[57]
- 蓋伊·拉菲特（Guy Lafitte），71歲，法國爵士薩克斯管演奏家。[58]
- 約翰·托米納克（John J. Tominac），76歲，美國陸軍軍官，榮譽勳章獲得者。

### 12日
- M. M. S. Ahuja，69歲，印度內分泌學家。
- 威爾遜·弗朗西斯科·阿爾維斯，70歲，巴西足球運動員和經理。
- Jimmy Driftwood，91歲，美國民間音樂詞曲作者和音樂家，心臟病發作而死。[59]
- Bo Giertz，92歲，瑞典神學家、小說家和主教。[60]
- 阿爾卡季·奧斯塔舍夫，72歲，俄羅斯機械工程師。
- 邁特裡帕拉·塞納納亞克，82歲，斯裡蘭卡政治家。

### 13日
- 沃特金斯·莫爾曼·阿比特，90歲，美國政治家和律師，死於白血病。[61]
- Gauri Ayyub，67歲，印度社會工作者，活動家和作家，死於急性關節炎。
- Red Badgro，95歲，美式橄欖球運動員，橄欖球教練和職業足球名人堂成員，摔倒而死。[62]
- 斯坦利·伯傑曼，94歲，美國恐怖片製片人，死於癌症。[63]
- John Béchervaise，88歲，澳大利亞作家、攝影師、藝術家、歷史學家和探險家。[64]
- 康斯坦丁諾斯·科利亞斯，97歲，軍政府時期的希臘總理。
- 讓·勒內·塞萊斯汀·帕雷德斯，83歲，法國電影演員，心臟病發作而死。[65]
- Ben Zion Abba Shaul，73歲，以色列塞法迪拉比。
- 西吉斯蒙德·馮·布勞恩，87歲，德國外交官和政治家。

### 14日
- 雷克斯·阿普爾蓋特，84歲，美國陸軍軍官。[66]
- Beryl Bryden，78歲，英國爵士歌手。[67]
- 葛籣·鄧肯（Glenn E. Duncan），80歲，美國空軍軍官，二戰飛行王牌。
- 米羅斯拉夫·霍魯布（Miroslav Holub），74歲，捷克詩人和免疫學家。[68]
- 赫爾曼·大衛·科佩爾（Herman David Koppel），89歲，丹麥作曲家和鋼琴家。[69]
- 理查·麥克唐納（Richard McDonald），89歲，美國企業家，麥當勞聯合創始人，速食系統的發明者。[70]
- 阮玉鸞，67歲，南越將軍，癌症。[71]
- 羅伯特·奧古斯丁·沃德·朗茲，81歲，美國科幻小說作家和編輯。[72]
- Karl Schirdewan，91歲，德國共產主義活動家和東德政治家。[73]
- 安格斯·約翰·麥金托什·斯圖爾特，61歲，英國作家。[74]
- 湯瑪斯·馬丁·湯普森，43歲，美國被定罪的殺人犯，被注射死刑。[75]

### 15日
- 瑪律科姆·布克，83歲，澳大利亞外交官、作家和記者。[76]
- 亨利·J·萊爾，98歲，美國實業家、金融家和慈善家。[77]
- 卡齊米日·利斯（Kazimierz Lis），88歲，波蘭足球運動員。
- 約瑟夫·德斯蒙德·奧康納（Joseph Desmond O'Connor），78歲，英國語言學家，肺炎。
- S. Shanmuganathan，38歲，斯裡蘭卡泰米爾激進分子和政治家，被暗殺。[78]

### 16日
- 約翰·鮑爾，73歲，英格蘭足球運動員。
- 吉塞拉·卡恰蘭扎，83歲，美國首席芭蕾舞演員，中風。[79]
- 約翰·亨里克·克拉克，83歲，非裔美國歷史學家和教授，心臟病發作而死。[80]
- 菲力浦·科索，83歲，美國陸軍軍官，心臟病發作而死。[81]
- Jess Dobernic，80歲，美國棒球運動員。[82]
- Mahbub ul Haq，64歲，巴基斯坦經濟學家和政治家。[83]
- Lucien Lamoureux，77歲，加拿大政治家和加拿大下議院議長。[84]

### 17日
- 蘭貝托·加德利，82歲，義大利-瑞典指揮家。[85]
- 格萊斯頓·格斯特，81歲，英格蘭足球運動員。
- 莉蓮·霍班（Lillian Hoban），73歲，美國插畫家和兒童作家。[86]
- 馬克·亞歷山大·亨特（Marc Hunter），44歲，紐西蘭歌手、詞曲作者和唱片製作人，癌症患者。[87]
- Karl-Heinz Höcker，82歲，德國理論核物理學家。
- Paul H. Kocher，91歲，美國學者和作家。
- 詹姆斯·萊特希爾，74歲，英國數學家。[88]
- 約瑟夫·馬赫，64歲，愛爾蘭裔美國演員、劇作家和導演，死於腦癌。[89]
- 埃爾韋·米魯茲（Hervé Mirouze），73歲，法國足球運動員和教練。
- 休·賴利（Hugh Reilly），82歲，美國演員，肺氣腫。[90]
- 克勞迪婭·泰斯托尼，82歲，義大利跨欄運動員、短跑運動員和跳遠運動員。[91]

### 18日
- 埃米利奧·阿爾法羅（Emilio Alfaro），65歲，阿根廷演員，戲劇和電影導演。
- 弗洛倫斯·伯德（Florence Bird），90歲，加拿大廣播員、記者和參議員。
- 漢斯·費佈施（Hans Feibusch），99歲，德國畫家和雕塑家。[92]
- 米科拉·列別德（Mykola Lebed），89歲，烏克蘭政治活動家，民族主義者和遊擊隊戰士。
- 貝蒂·馬斯登（Betty Marsden），79歲，英國喜劇女演員。[93]
- Balangoda Ananda Maitreya Thero，101歲，斯裡蘭卡佛教僧侶。

### 19日
- 吉莉安娜·伯內里，法國共產主義活動家。[94]
- Antoine Tisné，65歲，法國作曲家。[95]
- 拉爾夫·圖伊（Ralph Toohy），71歲，加拿大橄欖球聯盟球員。
- 埃爾默·瓦洛（Elmer Valo），77歲，斯洛伐克裔美國棒球運動員和教練。[96]

### 20日
- 諾拉·博爾赫斯，97歲，阿根廷藝術家。[97]
- 瓊·拜爾斯，76歲，美國女子職業摔跤手，死於肺炎。
- 阿爾貝托·卡瓦拉裡，70歲，義大利記者和作家。[98]
- Tossy Spivakovsky，91歲，俄裔美國小提琴演奏家。[99]

### 21日
- 道格·米勒，28歲，美國鐵架足球運動員，雷擊而死。[100]
- 艾倫·謝潑德，74歲，美國宇航員，海軍飛行員和試飛員，死於白血病併發症。[101]
- 肯尼斯·沃森，66歲，英國電視演員，死於胰腺癌。
- 羅伯特·楊，91歲，美國演員，呼吸衰竭。[102]

### 22日
- 尤金·亞瑟林斯基，77歲，美國睡眠研究員，死於交通事故。[103]
- 弗里茨·布赫洛，88歲，德國足球經理和足球運動員。[104]
- 邁克爾·丹尼森，82歲，英國演員。[105]
- 唐·鄧菲，90歲，美國電視和廣播體育播音員。[106]
- 裘蒂·瑪律科姆，87歲，美國電影女演員。
- 科貝特·莫妮卡，68歲，美國喜劇演員，死於癌症。[107]
- 赫爾曼·普雷，69歲，德國低男中音，心臟病發作而死。[108]
- 安東尼奧·索拉，67歲，西班牙藝術家和作家。[109]
- Tjokropranolo，74歲，印尼政治家和軍官。

### 23日
- 哈威·布蘭斯科姆（Harvie Branscomb），103歲，美國神學家和學者。[110]
- 弗拉基米尔·杜金采夫，79歲，俄羅斯作家。[111]
- 安德列·格特勒（André Gertler），90歲，匈牙利古典小提琴家。[112]
- 馬克·漢普頓（Mark Hampton），58歲，美國設計師。[113]
- 約翰·霍普金斯（John Hopkins），67歲，英國電影、舞臺和電視編劇，家庭事故。[114]
- R·圖杜爾·鐘斯（R. Tudur Jones），77歲，威爾士民族主義神學家。[115]
- 諾斯魯普·蘭德·諾克斯（Northrup Rand Knox），69歲，美國銀行家和社區領袖。[116]
- 賈布里爾·迪奧普·曼貝蒂，53歲，塞內加爾演員、電影導演和詩人，肺癌。[117]
- Matteo Manuguerra，73歲，突尼西亞-法國男中音。[118]
- Med Park，65歲，美國籃球運動員。[119]
- 穆茲·派翠克（Muzz Patrick），83歲，加拿大冰球運動員和教練。[120]
- 威爾伯·施萬特（Wilbur Schwandt），94歲，美國音樂家，詞曲作者。
- 曼努埃爾·梅希亞·瓦列霍（Manuel MejíaVallejo），75歲，哥倫比亞作家。[121]

### 24日
- 王利器，86歲，中國文史學家、校勘學家。[122]:348
- 格斯·亞歷克斯，82歲，希臘裔美國黑幫，心臟病發作而死。
- 阿爾塔·艾倫，93歲，美國默片女演員。[123]
- 羅尼·格裡維森，88歲，南非板球運動員。
- Berta Hrubá，52歲，捷克曲棍球運動員和奧運獎牌得主。[124]
- 亨利·齊格勒，91歲，法國航空航天工程師，航空先驅，空客第一任總裁。[125]

### 25日
- 萊斯·多德森，82歲，美國橄欖球運動員。[126]
- 大衛·杜蘭德，77歲，美國演員。[127]
- 塔爾·法洛，77歲，美國爵士吉他手，死於食道癌。[128]
- 小羅蘭，80歲，英國商人和企業掠奪者，死於癌症。

### 26日
- 薩瓦·安蒂奇，68歲，塞爾維亞足球運動員和經理。[129]
- 曼祖爾·阿拉姆·貝格，67歲，孟加拉國攝影師。
- 雷尼·貝內特，91歲，美國藝術家、插畫家和壁畫家。[130]
- Seán Ó hEinirí，83歲，最後一位會說愛爾蘭語的人。
- Zeki Kuneralp，83歲，土耳其外交官，死於多發性硬化症。
- 艾莫雷·莫雷拉，86歲，巴西足球運動員和教練。

### 27日
- 賓妮·巴恩斯（Binnie Barnes），95歲，英國女演員。[131]
- 茲拉特科·恰伊科夫斯基，74歲，克羅埃西亞足球運動員和教練（1948年銀牌，1952年銀牌）。[132]
- Russell M. Carneal，80歲，美國政治家和法官。[133]
- 埃利奧·奧古斯托·迪卡洛，79歲，義大利鳥類學家、歷史學家和醫生。
- 約翰·吉利蘭（John Gilliland），62歲，美國電臺廣播員和紀錄片導演。
- 吉斯利·哈爾多松，71歲，冰島演員。[134]
- 伊莉莎白·卡林（Elizabeth Karlin），54歲，美國醫生，女性生殖權利宣導者，腦瘤。[135]
- 威廉·麥克切斯尼·馬丁（William McChesney Martin），91歲，美國商人，美聯儲主席。
- 羅賓·里士滿（Robin Richmond），86歲，英國電影管風琴家和BBC電臺主持人。
- 法裡德·肖奇，77歲，埃及演員、編劇和電影製片人。
- 比爾·塔特爾（Bill Tuttle），69歲，美國棒球運動員，癌症。[136]

### 28日
- 米科拉·巴凱（Mykola Bakay），67歲，烏克蘭歌手、作曲家、詩人和作家。
- 威爾遜·特謝拉·貝拉爾多，81歲，巴西醫生和生理學家。
- 茲比格涅夫·赫伯特，73歲，波蘭詩人、散文家、戲劇作家和道德家。[137]
- 亞當·霍拉內克（Adam Hollanek），75歲，波蘭科幻作家和記者。
- 奧爾加·德·布蘭克·馬丁，82歲，古巴鋼琴家、吉他手和作曲家。
- 萊尼·麥克萊恩（Lenny McLean），49歲，英國拳擊手，保鏢和演員，腦癌，肺癌。[138]
- Consalvo Sanesi，87歲，義大利賽車手。

### 29日
- 林滴娟，32歲，台灣政治人物。
- 佘畯南，81岁，中国建筑学家，中国工程院院士。[139]
- 阮玉鸞，67歲，前南越警察局長（1968年）。[140]
- 豪爾赫·帕切科·阿雷科，78歲，烏拉圭政治家。[141]
- 多麗絲·諾蘭，82歲，美國女演員。[142]
- 傑羅姆·羅賓斯，79歲，美國編舞、導演和舞蹈家（西區故事），死於中風。[143]
- 法布裡斯·西蒙，47歲，海地藝術家和時裝設計師，死於愛滋病。[144]
- Oothout Zabriskie Whitehead，87歲，美國演員，死於癌症。[145]

### 30日
- 莫裡斯·巴德什（Maurice Bardèche），90歲，法國藝術評論家和記者。[146]
- 巴拉森，51歲，印度電影導演和藝術家。
- 唐納德·C·大衛斯，77歲，美國海軍上將，心臟病發作而死。
- 奧雷斯特斯·馬倫戈（Orestes Marengo），91歲，義大利羅馬天主教主教。
- 萊拉·舒·尼爾森（Laila Schou Nilsen），79歲，挪威運動員和奧運獎牌得主。[147]
- 布法羅·鮑勃·史密斯（Buffalo Bob Smith），80歲，美國兒童電視節目主持人，癌症。[148]
- 肯尼斯·沃爾什（Kenneth A. Walsh），81歲，美國海軍陸戰隊軍官，二戰飛行王牌和榮譽勳章獲得者，心臟病發作。[149]

### 31日
- 勒羅伊·埃德加·伯尼（Leroy Edgar Burney），91歲，美國醫生和公共衛生官員。[150]
- 讓·德·巴龍切利（Jean de Baroncelli），84歲，法國作家。[151]
- Erling Evensen，84歲，挪威越野滑雪運動員和奧運獎牌得主。[152]
- 西爾維亞·菲爾德（Sylvia Field），97歲，美國女演員。[153]
- 阿爾維德·漢森（Arvid Hanssen），66歲，挪威記者、報紙編輯、詩人、小說家和兒童作家。
- 伊萬·普洛斯卡魯（Ioan Ploscaru），86歲，希臘天主教會羅馬尼亞主教。
- 約翰·鮑爾斯（John E. Powers），87歲，美國政治家。
- 裡奇·鮑爾斯（Richie Powers），67歲，美國籃球裁判，中風。[154]
- 赫伯特·維德邁爾（Herbert Widmayer），84歲，德國足球運動員和經理。